# Salatschleuder

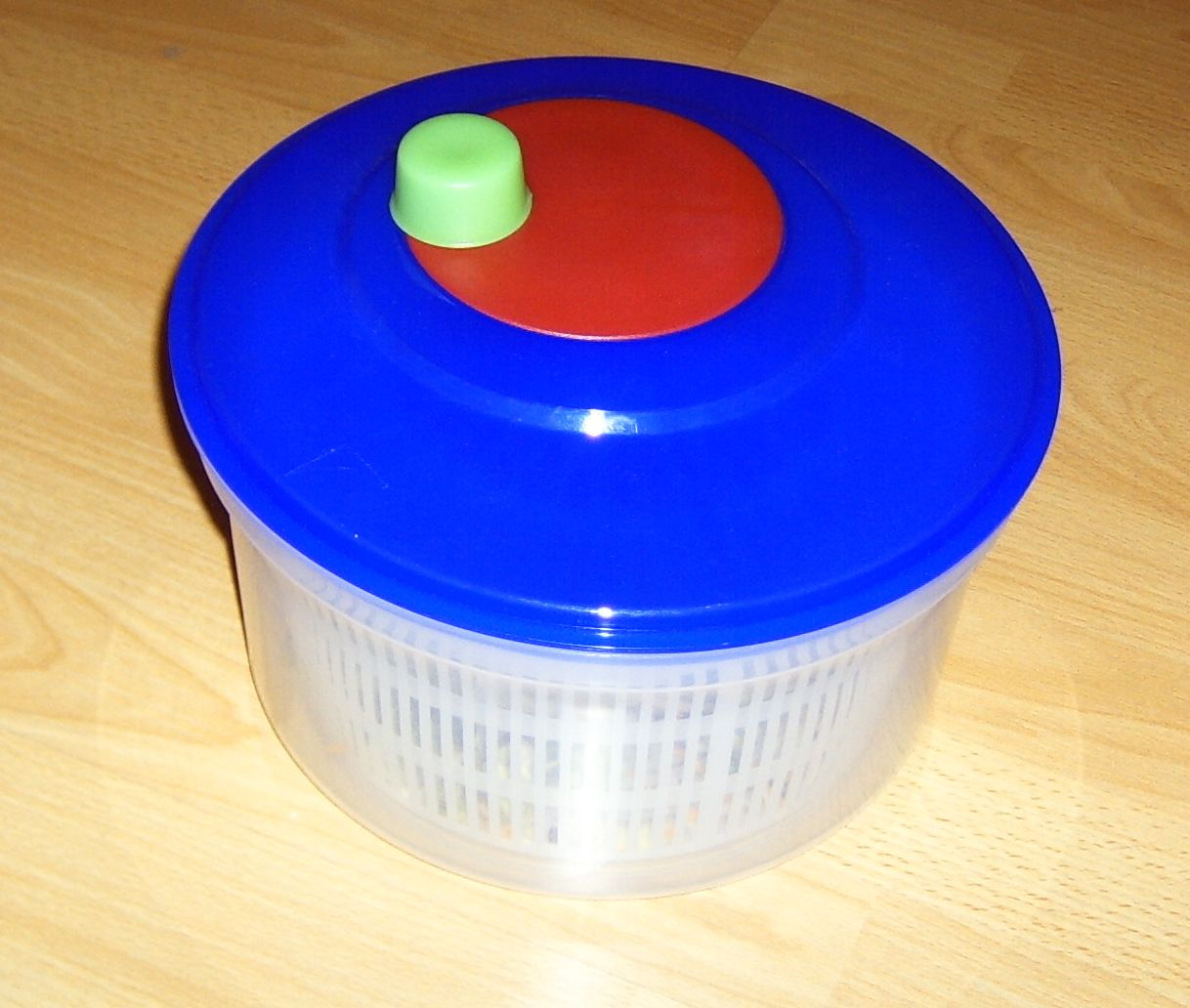
Geschlossene Salatschleuder aus Kunststoff mit Kurbelmechanismus

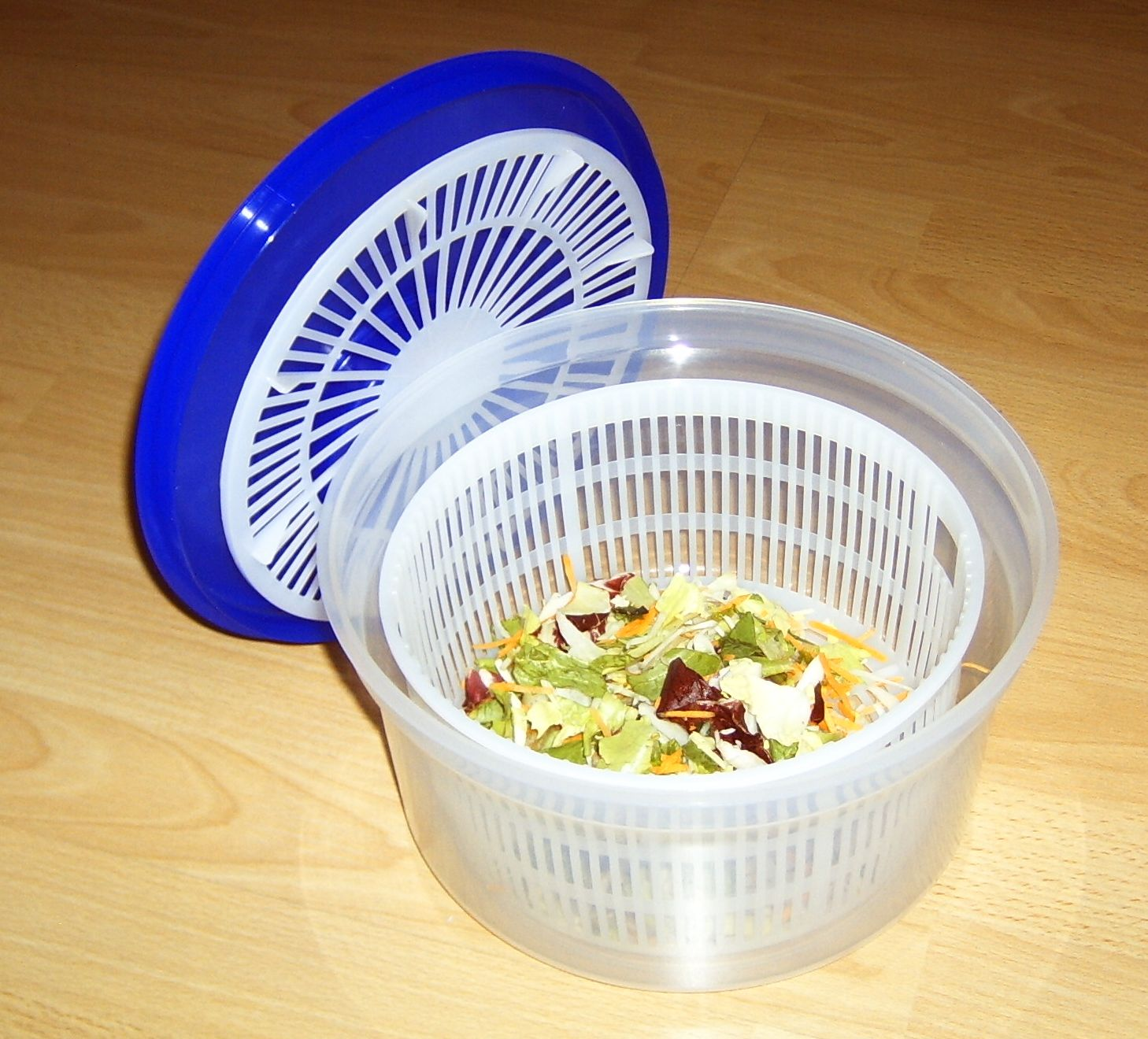
Offene Salatschleuder

Die Salatschleuder ist ein Küchengerät, mit dem nasse Salatblätter nach dem Zentrifugen-Prinzip von überschüssigem Wasser befreit werden.
Sie besteht aus einer runden Schüssel, in der ein Korb auf einem Zapfen drehbar gelagert ist, sowie einem Deckel, der einen manuellen Antriebsmechanismus enthält – eine Kurbel mit einfachem Stirnradgetriebe oder einen Seilzug (ähnlich wie bei einem Reversierstarter).
Durch die Rotation des Korbes wird sein Inhalt durch die Fliehkraft gegen dessen Außenwand getrieben. Sie hält die Salatblätter auf, lässt aber das Wasser passieren. Das Wasser sammelt sich unterhalb des Korbes in der Schüssel oder fließt, je nach Ausführung, direkt ab. Es gibt auch Salatschleudern mit Stöpsel zum Verschließen des Bodens, so dass der Salat vor dem Schleudern im selben Gerät gewaschen werden kann. Das Funktionsprinzip ist bei Wäscheschleudern und Waschmaschinen im Schleuderprogramm gleich.
Das Material, aus dem Salatschleudern hergestellt werden, ist meist Kunststoff; es gibt auch Ausführungen aus nichtrostendem Stahl – wobei ggf. auch nur der Korb daraus besteht.
Erfunden wurde die Salatschleuder in den 1950er Jahren von Karl Zysset, dem Inhaber der Firma Zyliss.